# Undefeated (Def Leppard)
Undefeated è un singolo del gruppo musicale britannico Def Leppard.
È stata scritta dal cantante Joe Elliott e rappresenta una delle tre tracce inedite registrate per l'album dal vivo Mirrorball: Live & More del 2011.
La canzone è stata pubblicata come singolo e diffusa attraverso un video sul canale ufficiale YouTube del gruppo il 12 aprile 2011, dopo essere stata passata per la prima volta su Planet Rock il giorno stesso. Il singolo è stato reso disponibile per l'acquisto su iTunes il 16 aprile.
Una versione dal vivo della canzone è presente nell'album Viva! Hysteria del 2013.